# Octopoteuthis
Octopoteuthis е род на калмари от семейство Octopoteuthidae. Представителите на рода се характеризират с липсата на пипала за по-голямата част от жизнения си цикъл и притежават черти, характерни както за калмарите така и за октоподите.

## Видове
- Octopoteuthis danae
- Octopoteuthis deletron
- Octopoteuthis indica
- Octopoteuthis longiptera
- Octopoteuthis megaptera
- Octopoteuthis nielseni
- Octopoteuthis rugosa
- Octopoteuthis sicula